# Тупой (хребет)
Тупой (укр. Тупий) — низкогорный, сравнительно небольшой горный массив в Украинских Карпатах. Относится к Вигорлат-Гутинской вулканической пряди. Расположен в пределах Хустского района Закарпатской области.
Массив расположен между реками Боржавой (на северо-западе), Рикой (на юго-востоке) и Тисой (на юге). С запада к массиву примыкает полоса вулканического холма, с юго-востока — Мармарошская котловина. На массиве расположены горы: Порубище (474 м), Иросла (598 м), Толстая (819 м), Китица (841 м), Илина (758 м). Самая высокая вершина массива — гора Тупой (878,5 м).
Массив сформировался в неогеновый период в результате деятельности вулканов и линейных излияний магмы. Сохранились небольшие кратеры вулканов. Массив состоит из андезитов, андезито-базальтов, базальтов и туфов. Северные и восточные склоны крутые и короткие (до 2-3 км), южные более пологие, с отрогами, расчленены. В предгорье на мягких лавах на лишенных леса склонах образовались бедленды. До 550—600 м — пояс дубово-буковых, выше — буковых лесов.
Интересные памятники природы: Липовецкое озеро (возле села Липча), Ниреский водопад (у западной окраины Хуста, на потоке Ниреш), Городиливський водопад.
Ближайшие города: Хуст, Иршава.